# 살라후딘 압둘 아지즈 샤흐
살라후딘 압둘 아지즈 샤흐(말레이어: Salahuddin Abdul Aziz Shah)는 말레이시아 왕실의 일원으로 1960년부터 2001년까지 슬랑오르 주의 제8대 술탄을 지냈고 1999년부터 2001년까지 말레이시아의 제11대 군주를 지냈다. 군주로 재직하던 중 사망하여 현재까지 마지막으로 재직 중 사망한 군주이다. 트렝가누 주의 전 술탄 알마르훔 술탄 마흐무드의 사촌형이었다.